# Тиш-атал

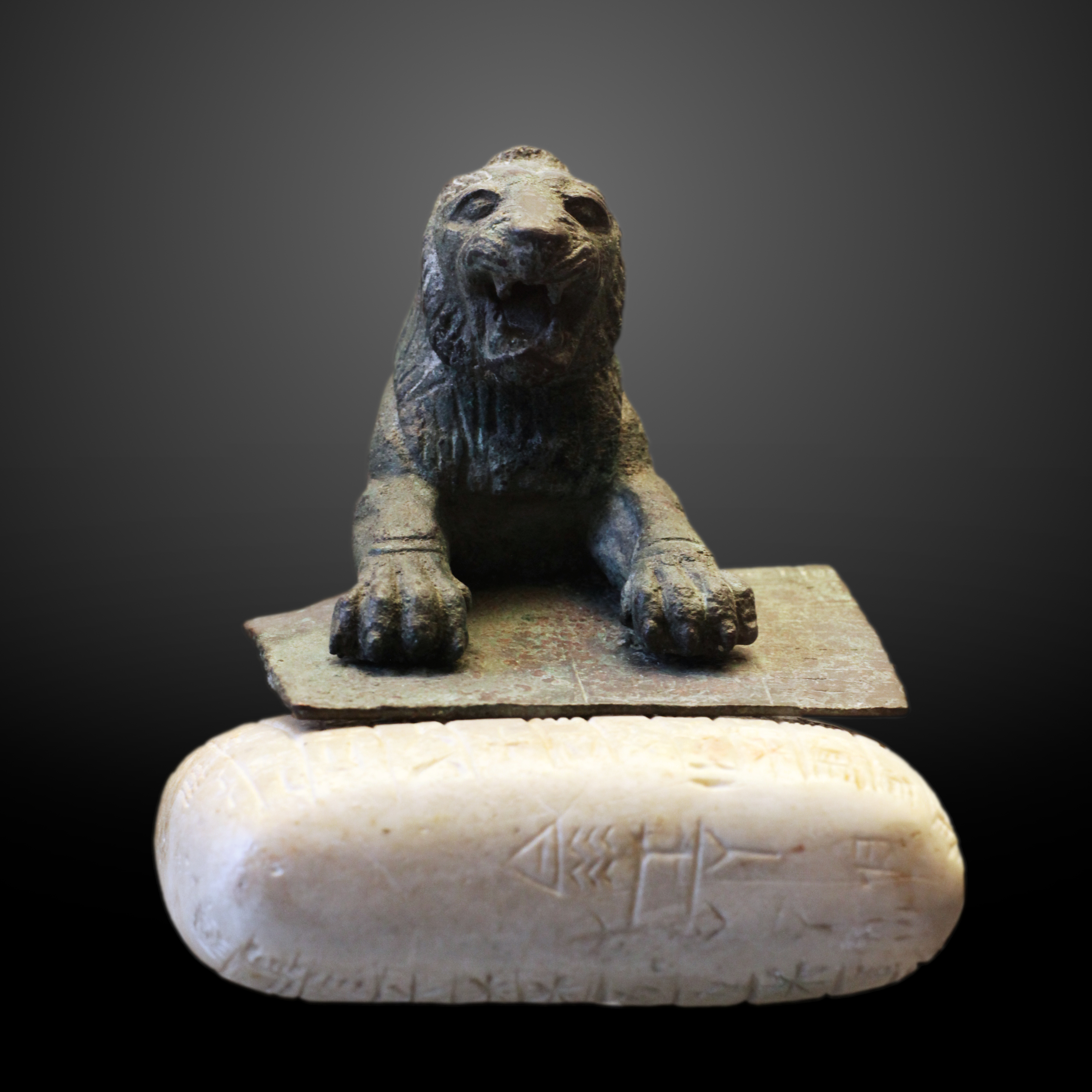
Луврський лев Тиш-атала та супровідна кам'яна табличка з найдавнішим відомим текстом хурритською мовою

Тиш-атал (хурритська: 𒋾 𒅖 𒀀 𒊑) (бл. 21 ст. до н. е.) був енданом Уркеша в часи Третьої династії Ура. Він був одним із найдавніших відомих хурритських правителів, але археологічні записи цього періоду фрагментарні, і не можливо встановити точну дату його правління.

## Ім'я
У давній літературі іноді вживається назва Тишарі, але тепер встановлено, що правильним перекладом є Тиш-атал.
Два інших правителі з подібним іменем відомі приблизно з того ж періоду, Тишатал з Ніневії та Дишатал, цар Карахара. Вважається, що це різні особи, тому це ім'я, ймовірно, було поширеним у місцевості, де жили хуррити.

## Написи
Клинописний напис про храм Нергала є єдиним джерелом про Тиш-атала. Текст знайдено на двох бронзових статуетках левів, але є краще збережена копія на кам'яній табличці, яка зараз знаходиться в Луврі, разом з одним із левів. Цей знаменитий напис є найдавнішим відомим написом хурритською мовою. Наступний переклад надано: 
Тиш-атал, ендан Уркеша, побудував храм для Нерґала. Нехай береже його бог Лубадаг . Того, хто зруйнує цей храм, нехай знищить Лубадаг. Хай бог […] не почує його молитов. Нехай пані Нагара, Шимага і бог бурі десять тисяч разів проклянуть того, хто його знищить.